# Liste der Kulturdenkmale in Lanitz-Hassel-Tal
In der Liste der Kulturdenkmale in Lanitz-Hassel-Tal sind alle Kulturdenkmale der Gemeinde Lanitz-Hassel-Tal und ihrer Ortsteile aufgelistet. Grundlage ist das Denkmalverzeichnis des Landes Sachsen-Anhalt, das auf Basis des Denkmalschutzgesetzes des Landes Sachsen-Anhalt vom 21. Oktober 1991 durch das Landesamt für Denkmalpflege und Archäologie Sachsen-Anhalt erstellt und seither laufend ergänzt wurde (Stand: 31. Dezember 2017).

## Kulturdenkmale nach Ortsteilen

### Benndorf
| Lage                         | Bezeichnung    | Beschreibung | Erfassungs- nummer | Ausweisungsart | Bild           |
| ---------------------------- | -------------- | ------------ | ------------------ | -------------- | -------------- |
| Benndorf (Karte)             | Kirche         |              | 094 82917          | Baudenkmal     | Weitere Bilder |
| Benndorf                     | Kriegerdenkmal |              | 094 82918          | Baudenkmal     |                |
| Benndorf 3 (Karte)           | Schmiede       |              | 094 83204          | Baudenkmal     | BW             |
| Benndorf 5, 6, 7, 12 (Karte) | Straßenzug     |              | 094 82919          | Denkmalbereich | BW             |

### Gernstedt
| Lage                                            | Bezeichnung    | Beschreibung | Erfassungs- nummer | Ausweisungsart | Bild           |
| ----------------------------------------------- | -------------- | ------------ | ------------------ | -------------- | -------------- |
| Gernstedt (Karte)                               | Kirche         |              | 094 16256          | Baudenkmal     | Weitere Bilder |
| Gernstedt                                       | Kriegerdenkmal |              | 107 05059          | Baudenkmal     |                |
| Gernstedt 15, 16, 17, 18, 18a, 18b, 18c (Karte) | Anger          |              | 094 16252          | Denkmalbereich | BW             |
| Gernstedt 18, 18a, 18b, 18c (Karte)             | Gutshof        |              | 094 16255          | Baudenkmal     | BW             |
| Gernstedt 24 (Karte)                            | Bauernhof      |              | 094 16253          | Baudenkmal     | BW             |

### Hohndorf
| Lage         | Bezeichnung    | Beschreibung | Erfassungs- nummer | Ausweisungsart | Bild |
| ------------ | -------------- | ------------ | ------------------ | -------------- | ---- |
| Hohndorf     | Kriegerdenkmal |              | 094 83203          | Baudenkmal     |      |
| Hohndorf 15b | Mühle          |              | 094 83202          | Baudenkmal     |      |

### Niedermöllern
| Lage                                                                           | Bezeichnung    | Beschreibung         | Erfassungs- nummer | Ausweisungsart | Bild           |
| ------------------------------------------------------------------------------ | -------------- | -------------------- | ------------------ | -------------- | -------------- |
| am nordwestlichen Saalehochufer oberhalb der Saalhäuser                        | Denkmal        | Napoleon-Stein       | 094 95594          | Baudenkmal     |                |
| am nordwestlichen Saalehochufer, unmittelbar gegenüber von Kloster Schulpforta | Denkmal        | Prinz-Heinrich-Stein | 094 95595          | Baudenkmal     |                |
| ca. 1,5 km östlich vorm Ort an der Straße Naumburg-Niedermöllern               | Gedenkstein    |                      | 094 95593          | Kleindenkmal   |                |
| Mühlberg 36 (Karte)                                                            | Mühle          |                      | 094 95592          | Baudenkmal     | Mühle          |
| Niedermöllern (Karte)                                                          | Kirche         | St. Georg            | 094 95588          | Baudenkmal     | Weitere Bilder |
| Niedermöllern (Karte)                                                          | Kriegerdenkmal |                      | 094 95591          | Baudenkmal     | Kriegerdenkmal |
| Niedermöllern am südlichen Ortsrand gegen Fränkenau                            | Gedenkstein    |                      | 094 95586          | Kleindenkmal   |                |
| Niedermöllern 3 (Karte)                                                        | Bauernhof      |                      | 094 95587          | Baudenkmal     | BW             |
| Niedermöllern 12 (Karte)                                                       | Bauernhof      |                      | 094 95589          | Baudenkmal     | BW             |
| Niedermöllern 18 (Karte)                                                       | Bauernhof      |                      | 094 95590          | Baudenkmal     | BW             |

### Obermöllern
| Lage                         | Bezeichnung    | Beschreibung | Erfassungs- nummer | Ausweisungsart | Bild           |
| ---------------------------- | -------------- | ------------ | ------------------ | -------------- | -------------- |
| Obermöllern (Karte)          | Kirche         | St. Nicolai  | 094 95578          | Baudenkmal     | Weitere Bilder |
| Obermöllern 26 (Karte)       | Pfarrhaus      |              | 094 95580          | Baudenkmal     | BW             |
| Obermöllern 31 (Karte)       | Inschriftstein |              | 094 95581          | Kleindenkmal   | BW             |
| Obermöllern 4, 6, 11 (Karte) | Straßenzeile   |              | 094 95579          | Denkmalbereich | BW             |

### Pomnitz
| Lage                                                                | Bezeichnung    | Beschreibung     | Erfassungs- nummer | Ausweisungsart | Bild           |
| ------------------------------------------------------------------- | -------------- | ---------------- | ------------------ | -------------- | -------------- |
| ca. 0,5 km westlich des Ortsausganges an dem Abzweig nach Punschrau | Wegweiser      |                  | 107 20014          | Kleindenkmal   |                |
| An der Kirche (Karte)                                               | Kirche         | St. Johannes Ev. | 094 95583          | Baudenkmal     | Weitere Bilder |
| An der Kirche (Karte)                                               | Kriegerdenkmal |                  | 094 95582          |                | Kriegerdenkmal |
| Pomnitz 1, 2, 17, 18 (Karte)                                        | Straßenzug     |                  | 094 95585          | Denkmalbereich | BW             |

### Poppel
| Lage                                                                                 | Bezeichnung | Beschreibung | Erfassungs- nummer | Ausweisungsart | Bild           |
| ------------------------------------------------------------------------------------ | ----------- | ------------ | ------------------ | -------------- | -------------- |
| Poppel (Karte)                                                                       | Kirche      |              | 094 16244          | Baudenkmal     | Weitere Bilder |
| Poppel 1, 2, 3, 4, 5, 6, 7, 8, 9, 10, 11, 12, 13, 14, 15, 16, 17, 18, Kirche (Karte) | Ortskern    |              | 094 16240          | Denkmalbereich | BW             |
| Poppel 13 (Karte)                                                                    | Bauernhof   |              | 094 16241          | Baudenkmal     | BW             |
| Poppel 14 (Karte)                                                                    | Bauernhof   |              | 094 16242          | Baudenkmal     | BW             |
| Poppel 15 (Karte)                                                                    | Toranlage   |              | 094 16243          | Baudenkmal     | BW             |

### Rehehausen
| Lage                                                                                     | Bezeichnung    | Beschreibung | Erfassungs- nummer | Ausweisungsart | Bild           |
| ---------------------------------------------------------------------------------------- | -------------- | ------------ | ------------------ | -------------- | -------------- |
| Rehehausen (Karte)                                                                       | Kirche         |              | 094 16237          | Baudenkmal     | Weitere Bilder |
| Rehehausen 3                                                                             | Bauernhof      |              | 094 16239          | Baudenkmal     |                |
| Rehehausen 3, 4, 5, 7, 8, 10, 11, 12, 13, 14, 16, 32 33, 34, 35, 35a, 37, 38, 43 (Karte) | Straßenzug     |              | 094 16235          | Denkmalbereich | Straßenzug     |
| Rehehausen 37 (Karte)                                                                    | Pfarrhaus      |              | 094 16238          | Baudenkmal     | Pfarrhaus      |
| Rehehausen 45 (Karte)                                                                    | Inschriftstein |              | 094 16316          | Baudenkmal     | Inschriftstein |

### Spielberg
| Lage              | Bezeichnung | Beschreibung | Erfassungs- nummer | Ausweisungsart | Bild           |
| ----------------- | ----------- | ------------ | ------------------ | -------------- | -------------- |
| Spielberg (Karte) | Kirche      | St. Martin   | 094 82912          | Baudenkmal     | Weitere Bilder |
| Spielberg (Karte) | Pfarrhof    |              | 094 82911          | Baudenkmal     | Pfarrhof       |

### Taugwitz
| Lage                                                                          | Bezeichnung | Beschreibung | Erfassungs- nummer | Ausweisungsart | Bild           |
| ----------------------------------------------------------------------------- | ----------- | ------------ | ------------------ | -------------- | -------------- |
| in offener Feldflur südlich der Straße nach Hassenhausen (Karte)              | Denkmal     |              | 094 17390          | Baudenkmal     | Weitere Bilder |
| außerhalb des Dorfes an der Straße nach Rehehausen auf der östlichen Böschung | Gedenkstein |              | 094 16248          | Baudenkmal     |                |
| Dorfstraße (Karte)                                                            | Kirche      |              | 094 16246          | Baudenkmal     | Weitere Bilder |
| Dorfstraße 6 (Karte)                                                          | Bauernhof   |              | 094 16249          | Baudenkmal     | BW             |
| Dorfstraße 17 (Karte)                                                         | Bauernhof   |              | 094 16251          | Baudenkmal     | BW             |
| Dorfstraße 20 (Karte)                                                         | Bauernhof   |              | 094 16247          | Baudenkmal     | BW             |
| Dorfstraße 25 (Karte)                                                         | Bauernhof   |              | 094 16250          | Baudenkmal     | BW             |

### Zäckwar
| Lage                     | Bezeichnung    | Beschreibung | Erfassungs- nummer | Ausweisungsart | Bild           |
| ------------------------ | -------------- | ------------ | ------------------ | -------------- | -------------- |
| Zäckwar (Karte)          | Kirche         |              | 094 82913          | Baudenkmal     | Weitere Bilder |
| Auf dem Friedhof (Karte) | Kriegerdenkmal |              | 094 82916          | Baudenkmal     | BW             |
| Zäckwar 1, 28 (Karte)    | Häusergruppe   |              | 094 82915          | Denkmalbereich | BW             |
| Zäckwar 5, 9, 10 (Karte) | Straßenzeile   |              | 094 82914          | Denkmalbereich | BW             |

## Ehemalige Kulturdenkmale nach Ortsteilen
Die nachfolgenden Objekte waren ursprünglich ebenfalls denkmalgeschützt oder wurden in der Literatur als Kulturdenkmale geführt. Die Denkmale bestehen heute jedoch nicht mehr, ihre Unterschutzstellung wurde aufgehoben oder sie werden nicht mehr als Denkmale betrachtet.

### Pomnitz
| Lage      | Bezeichnung | Beschreibung | Erfassungs- nummer | Ausweisungsart | Bild |
| --------- | ----------- | ------------ | ------------------ | -------------- | ---- |
| Pomnitz 6 | Toranlage   |              | 094 95584          |                |      |

### Rehehausen
| Lage              | Bezeichnung  | Beschreibung | Erfassungs- nummer | Ausweisungsart | Bild |
| ----------------- | ------------ | --- | ------------------ | -------------- | ---- |
| Rehehausen 17, 18 | Häusergruppe | Mühlenhof aus der Zeit um 1800, wegen starker Veränderungen Verlust der Denkmaleigenschaften, 2017 aus dem Denkmalverzeichnis ausgetragen | 094 16236          | Denkmalbereich |      |

## Legende
In den Spalten befinden sich folgende Informationen:
- Lage: Nennt den Straßennamen und wenn vorhanden die Hausnummer des Kulturdenkmals. Die Grundsortierung der Liste erfolgt nach dieser Adresse. Der Link „Karte“ führt zu verschiedenen Kartendarstellungen und nennt die geographischen Koordinaten.
Link zu einem Kartenansichtstool, um Koordinaten zu setzen. In der Kartenansicht sind Baudenkmale ohne Koordinaten mit einem roten bzw. orangen Marker dargestellt und können in der Karte gesetzt werden. Baudenkmale ohne Bild sind mit einem blauen bzw. roten Marker gekennzeichnet, Baudenkmale mit Bild mit einem grünen bzw. orangen Marker.
- Offizielle Bezeichnung: Nennt den Namen, die Bezeichnung oder zumindest die Art des Kulturdenkmals und verlinkt, soweit vorhanden, auf den Artikel zum Objekt.
- Beschreibung: Nennt bauliche und geschichtliche Einzelheiten des Kulturdenkmals, vorzugsweise die Denkmaleigenschaften.
- Erfassungsnummer: Für jedes Kulturdenkmal wird in Sachsen-Anhalt eine 20stellige Erfassungsnummer vergeben. Die letzten zwölf Ziffern werden für die Untergliederung nach Teilobjekten genutzt und werden nur angegeben, soweit vergeben. In dieser Spalte kann sich folgendes Icon  befinden, dies führt zu Angaben zu diesem Baudenkmal bei Wikidata.
- Ausweisungsart: Die Einordnung des Denkmales nach § 2 Abs. 2 DenkmSchG LSA
- Bild: Ein Bild des Denkmales, und gegebenenfalls einen Link zu weiteren Fotos des Kulturdenkmals im Medienarchiv Wikimedia Commons. Wenn man auf das Kamerasymbol klickt, können Fotos zu Kulturdenkmalen aus dieser Liste hochgeladen werden: